# Église française du Saint-Esprit
Pour les articles homonymes, voir Temple protestant du Saint-Esprit.
L'église française du Saint-Esprit (en anglais French Church du Saint-Esprit) est une église protestante située 111 East 60th Street, au cœur de Manhattan à New York aux États-Unis. C'est une église francophone, issue du refuge huguenot. Elle est affiliée à l'Église épiscopale des États-Unis (Communion anglicane) et à la Communauté des Églises évangéliques d’expression française à l’étranger de la Fédération protestante de France.

## Histoire
Le pasteur Jonas Michel, dit Jonas Michaelius, descendant de réfugiés huguenots aux Pays-Bas, arrive à New York, alors New Amsterdam le 7 avril 1628. Il fonde une congrégation réformée avec des cultes en néerlandais le dimanche matin et en français l'après-midi, pour les réfugiés wallons et huguenots. Elle se réunit d'abord dans un grenier à grain dans ce qui deviendra William Street, à côté de Pearl Street. Elle devient la Collégiale Marble de New York. Le pasteur rentre en Hollande en 1633.
New Amsterdam est rachetée par les Anglais en 1644 et prend le nom de New York. En 1685, Louis XIV révoque l’édit de Nantes. Les protestants des provinces françaises de la façade atlantique, Poitou, Aunis et Saintonge émigrent en Angleterre, et de là dans les colonies d'Amérique. En 1697, 15% de la population new-yorkaise est huguenote.

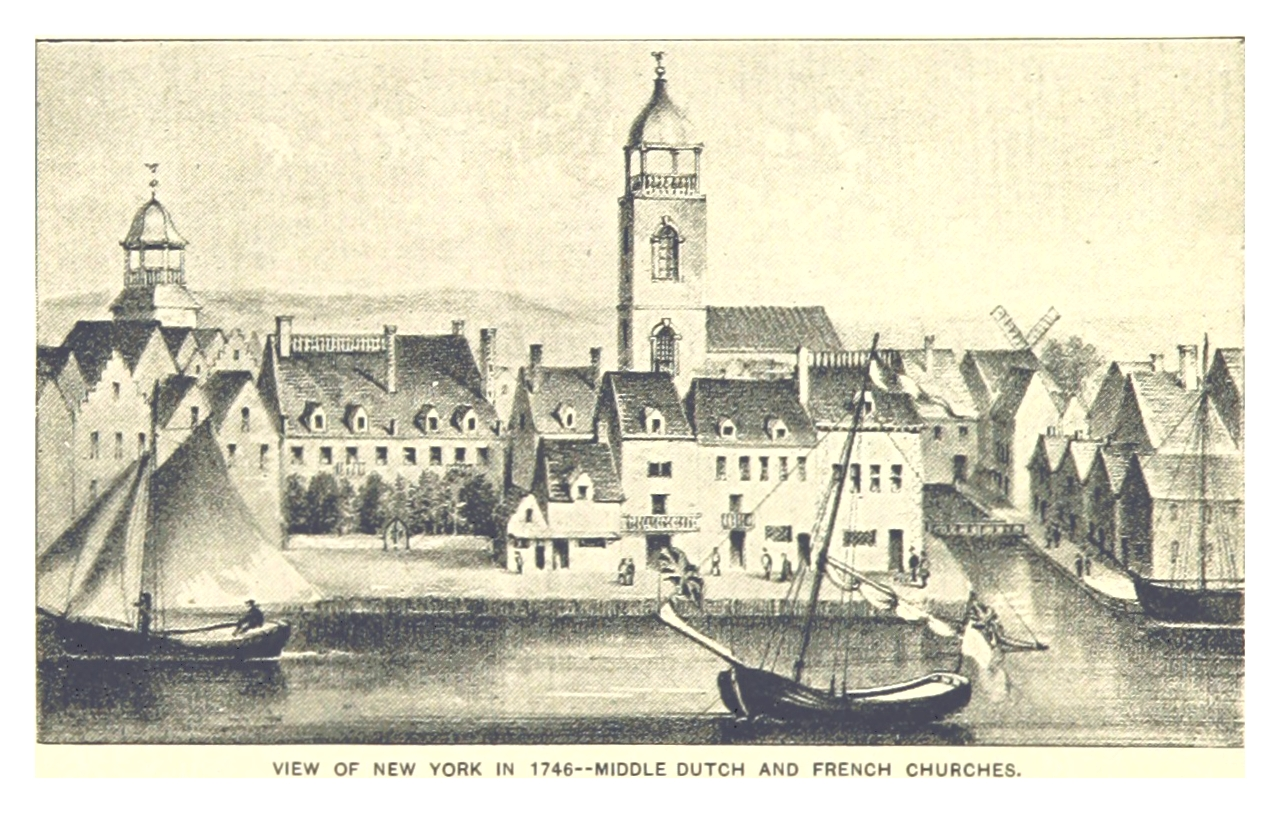
La première église huguenote, au centre, Vue de New York, 1746

En 1686 est construite une église huguenote par le pasteur Pierre Daillé, ancien professeur de l'académie de Saumur. Il se rend aussi dans les colonies de New Paltz, Staten Island et du New Jersey. En 1687 il est secondé par le pasteur Pierre Peiret, originaire du Béarn.

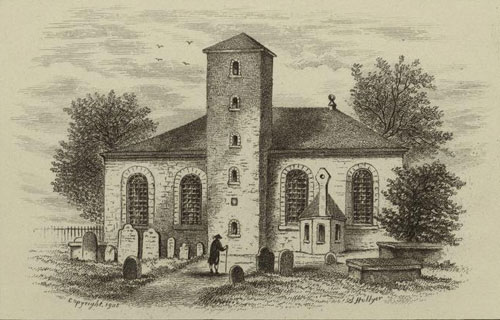
L'église du Saint-Esprit et le cimetière, Old New York scenes, Samuel Hollyer, 1905

En 1704 est construite une nouvelle église, au coin de Pine et Nassau Street, baptisée l’église du Saint-Esprit. Elle est en bois et mesure au sol près de 23 par 16 mètres. Elle comporte un clocher coiffé d'une coupole et d'un cimetière. En 1704 meurt Pierre Peiret. Le pasteur Jacques Laborie, formé à Zurich, lui succède, suivi du pasteur Louis Rou. Celui-ci meurt en 1750, après 40 ans de ministère.
Alors que les premiers huguenots sont fidèles au culte réformé et à la langue française, leurs descendants s'assimilent progressivement à la population anglophone et rejoignent pour beaucoup les paroisses de l'Eglise d'Angleterre dans les colonies américaines, l'anglicanisme étant à l'époque fortement marqué par la théologie calviniste (Trente neuf articles de Religion de l'Eglise d'Angleterre). De 1776 à 1796, pendant la guerre d'indépendance des États-Unis, l'église est réquisitionnée par l'armée britannique comme lieu de stockage de munitions. En 1795, J. Louis Duby, un horloger suisse, décide de reformer la congrégation francophone. Le pasteur suisse Pierre Antoine Samuel Albert est nommé en 1797.

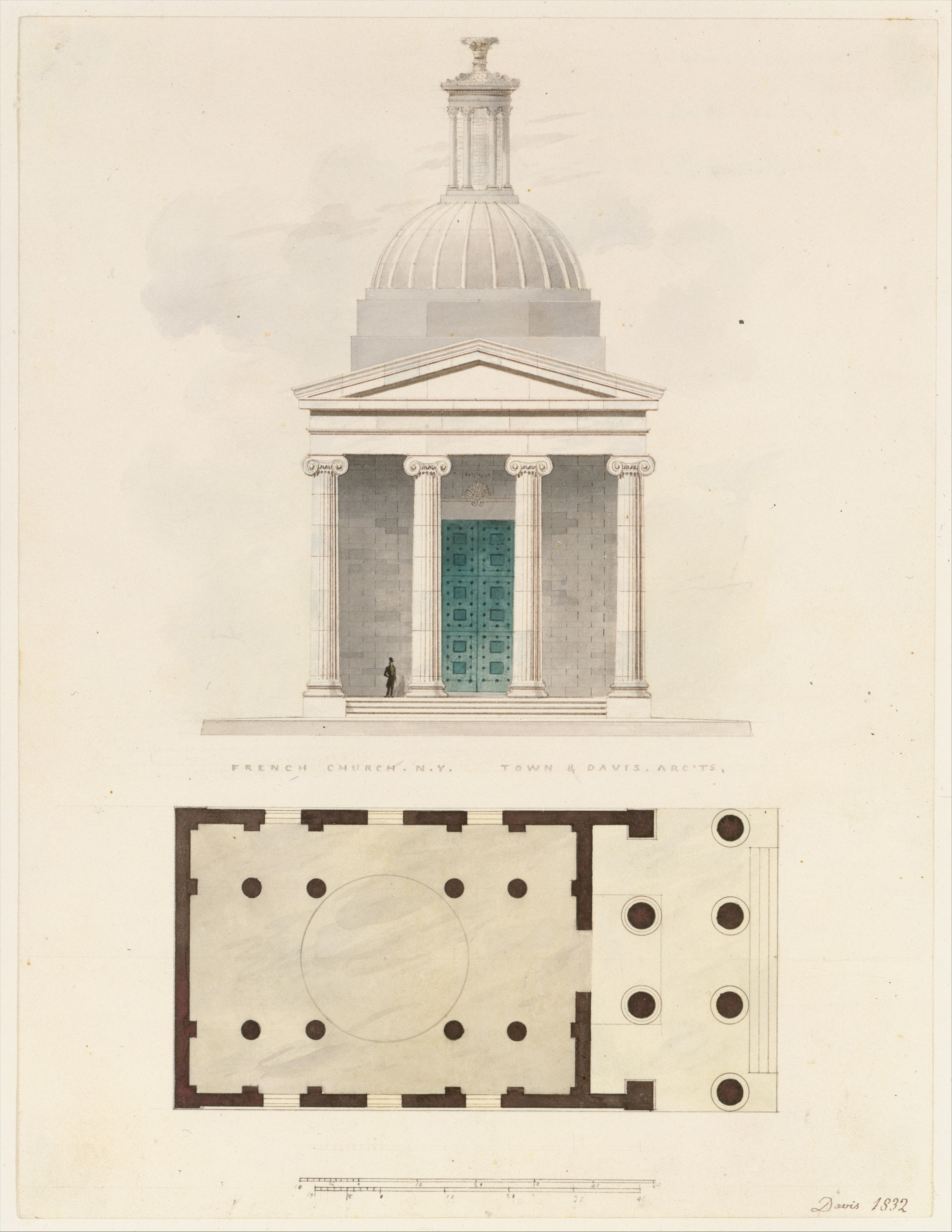
L'église épiscopale néo-classique, Alexander Jackson Davis, 1832, Metropolitan Museum of Art

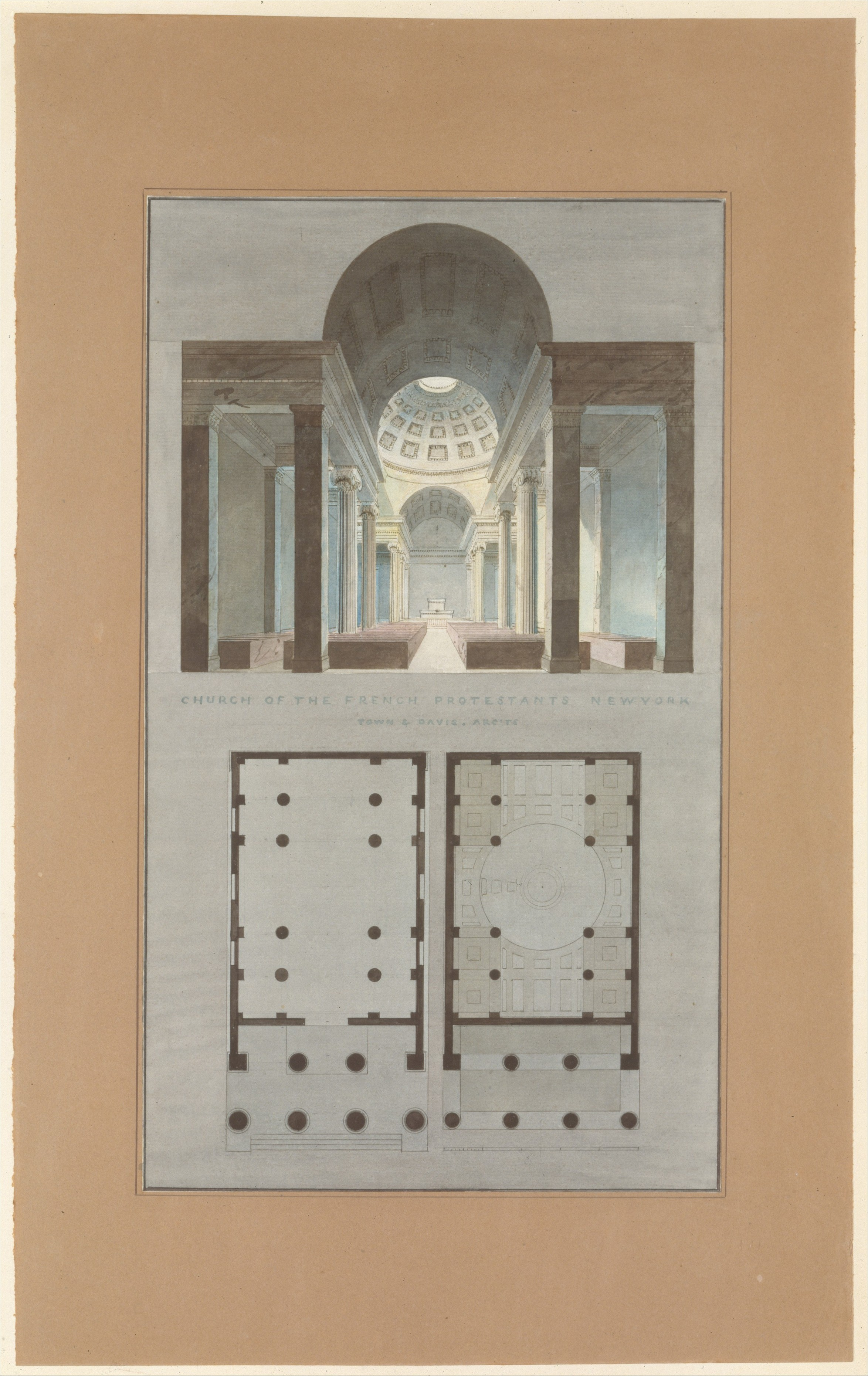
Intérieur de l'église, Alexander Jackson Davis, 1832

En 1804, l'église entre dans l'Église épiscopale des États-Unis à l'instar de nombreuses paroisses réformées avant elle dès l'époque des 13 colonies, et aussi pour remédier aux problèmes financiers. Elle dépend alors de la cathédrale de Trinity Church, aujourd'hui la plus ancienne église de New York. Le pasteur Pierre Albert meurt en 1806. En 1817, après la fin des Guerres napoléoniennes et la levée du Blocus continental, il est remplacé par le pasteur Henry Penevyre, de Neuchâtel. En 1827, il est remplacé par Antoine Francois Verren, formé à la faculté de théologie de l'Université de Genève.
En 1831, la paroisse déménage dans une nouvelle église en style néo-classique au coin de Franklin et Church Street. Endommagée par un feu en 1839, cette église est démolie en 1864. En 1862, elle déménage de nouveau au 30 de la 22e Rue West, dans un style néogothique. Le pasteur Antoine Verren meurt en mars 1874. Lui succède le révérend Leon Pons, suivi en 1879 de Alfred Wittmeyer, né en Alsace. En 1883, il fonde The Huguenot Society of America. La paroisse déménage au 47-57 de la 27e Rue West dans une nouvelle église de style néogothique.
Lui succède le Dr. Vaillant, puis en 1977, le pasteur Tom Wile, de l'église américaine de Paris. En 1987 lui succède le Dr. Jacques Bossière, auparavant assistant à la cathédrale américaine de Paris. En 1991, lui succède le Reverend James Harkins. Il lance des cours de français et une école maternelle francophone. Le 9 octobre 1997 lui succède le Révérend Nigel Massey, formé à Oxford, et intéressé par les relations avec l'islam. Il lance un groupe œcuménique de Taizé se réunissant les jeudis soir. L'église est restaurée en 2009. La paroisse est fréquentée par des expatriés français, suisses et paroissiens originaires d'Afrique et des Antilles francophones,.